# Remparts de Bargème
Les remparts de Bargème est une enceinte qui protège le village de Bargème dans le département du Var.

## Histoire
La porte du Levant, ainsi que la porte de la Garde, et une partie des remparts sont inscrits au titre des monuments historiques par arrêté du 21 décembre 1991.

## En savoir plus